# 丁松筠
丁松筠（英語：George Martinson, S.J.，1942年12月2日—2017年5月31日），是美國耶穌會聖職人員。曾任光啟文教視聽節目服務社（光啟社）社長，曾以英文名字「Uncle Jerry」（傑瑞叔叔）主持光啟社與長頸鹿美語合作的英語教學節目，並參與《香妃》等電視劇的演出。辞世前为光啟社董事长、光啟社副社長。

## 生平
丁松筠1942年12月2日出生於美國加州聖地牙哥，父母為丁格霖（Glenn Martinson）與莉莉瑪定森（Lily Martinson）。丁格霖是堪薩斯州出身的美國海軍陸戰隊職業軍人，與莉莉瑪定森結婚後決定移居聖地牙哥。丁松筠有兩個弟弟，大弟丁松青神父（Reverend Barry Martinson）日後也選擇擔任天主教聖職人員並也派任台灣，小弟丁松濤（Glenn Martinson）。丁松筠十歲時丁格霖癌症過世，莉莉瑪定森獨立扶養三兄弟成人，自小兄弟們在課餘時打工分擔家業。
高中畢業時，丁松筠受到打工同伴及同學打算投身神職影響而決定擔任神父，1960年獲得母親同意加入美國耶穌會。1967年丁松筠獲得美國華盛頓州肯沙噶大學哲學碩士、並受美國耶穌會派任台灣，1973年晉鐸為神父。
1984年8月13日，臺灣電視公司益智節目《六點看台視》主持人葉佳修因錄製唱片而請假，代班主持人為丁松筠。
1998年1月1日，慈濟大愛電視台開播典禮，丁松筠致詞：「今天是元月一號，是一個新年的開始；我也希望，不但是一個新年的開始，也是一個新的時代的開始、一個大愛時代的開始。」2013年，丁松筠接受大愛電視專訪，表示：「您選擇的故事可以傳給大家一個正面的觀念，希望一方面讓大家開心、有興趣，另一方面讓大家覺得沒有浪費生命。」

### 去世

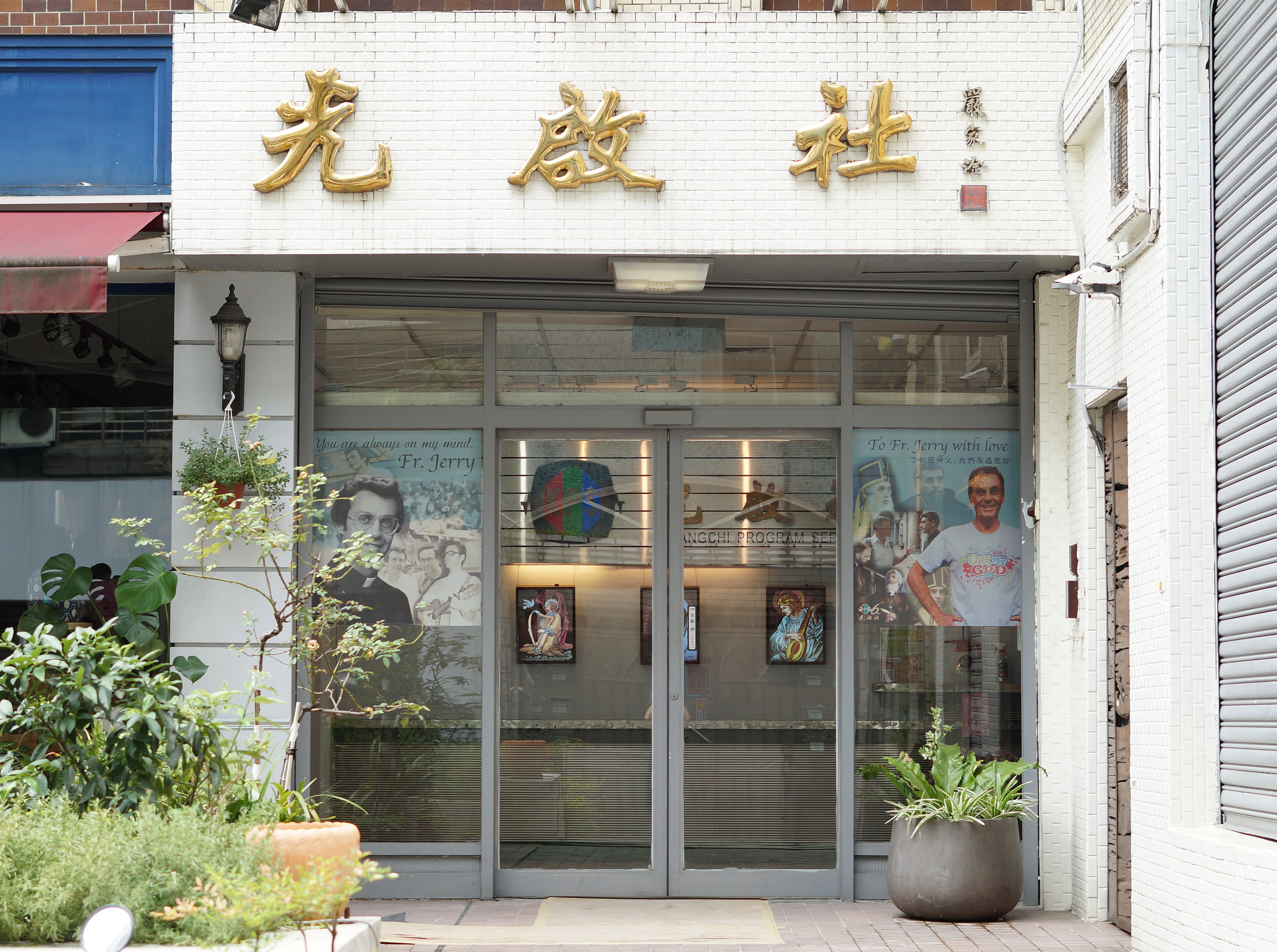
光啟社總社大門，兩側貼光啟社60周年暨丁松筠紀念海報

2017年5月27日丁松筠回到光啟社宿舍後未再出門，5月31日早晨被人發現已去世，遺體跪在床前，可能是在祈禱中心臟病發。法醫估計，死亡時間已在兩、三天前。
2017年6月1日晚間，耶穌會中華省會會長辦公室特助李宥蓉證實，丁松筠將安葬於彰化縣彰化市天主教靜山靈修中心。
2017年6月17日，耶穌會在台北聖家堂舉辦「再見．丁松筠神父」追思會，殯葬彌撒由耶穌會神父嚴任吉（前光啟社社長）證道，中華民國副總統陳建仁於殯葬彌撒前代表總統蔡英文頒發丁松筠褒揚令，教廷駐華大使館代辦高德隆傳達教宗方濟各致哀文，會場外設置多個丁松筠活潑的人形立牌讓參與民眾合影。
2017年12月31日，佛光山創辦人星雲大師回憶，丁松筠初到台灣，經常出入、甚至住在佛光山的道場，常說「我好像是一個學生到台灣來，到處跟你們學習」；1994年佛光山台北道場落成，有一次他與丁松筠對談，丁松筠對他說：「天主教也好、佛教也好，本來就沒有什麼分別，大家都是一樣：心中有信仰，人生就有主。」

## 作品

### 主持
| 年份                       | 頻道             | 節目                                  |
| -------------------------- | ---------------- | ------------------------------------- |
|                            | 台視             | 《ABC你和我－節奏美語》（光啟社製作） |
| 1984年8月13日              | 台視             | 《六點看台視》（代班主持人）          |
|                            | 台視             | 《傑瑞叔叔劇場》                      |
|                            | 台視             | 《傑瑞叔叔美語》                      |
| 1989                       | 華視             | 《傑瑞叔叔說英語》                    |
|                            | 華視             | 《傑瑞美語時間》                      |
|                            | 中視、華視       | 《傑瑞實用美語》                      |
|                            | 中視、華視       | 《傑瑞實用英語》                      |
| 1986年12月30日17:00～18:00 | 中視             | 《以愛還愛》（全1集）                 |
|                            | 華視教育文化頻道 | 《擁抱綻放在山崖邊的花朵》            |
|                            | 華視教育文化頻道 | 《擁抱燦爛在陽光下的大樹》            |
| 2002                       | 東森幼幼台       | 《娃娃ABC》                           |
|                            | 慈濟大愛電視台   | 《孝孝青春》                          |
| 2016~2017                  | 東風衛視         | 《OH MY GOD》                         |

### 戲劇
| 年份   | 頻道     | 劇名           | 飾演                                 |
| ------ | -------- | -------------- | ------------------------------------ |
| 1975年 | 中視     | 《香妃》       | 郎世寧                               |
| 1981年 |          | 《橋上的巨人》 | 利瑪竇                               |
| 1982年 | 台視     | 《巴黎機場》   | 雷諾（訪問反共義士姜友陸的法國記者） |
| 1984年 | 台視     | 《一千個春天》 | 醫師                                 |
| 2009年 |          | 《湯若望》     | 金尼閣                               |
| 2010年 | 大愛電視 | 《情義月光》   | 西洋傳教士                           |

### 廣告
- 長頸鹿文化事業股份有限公司兒童美語加盟體系「長頸鹿美語」

### 書籍
| 年份   | 書名                                                 | 作者                           | 出版社     | ISBN                |
| ------ | ---------------------------------------------------- | ------------------------------ | ---------- | ------------------- |
| 1987年 | 《一個不像神父的神父：丁松筠的傳奇故事》             | 丁松筠著／朱承天整理           | 皇冠雜誌社 | （無）              |
| 2017年 | 《我的一生很平凡，只有愛而已：丁松筠神父的生命之旅》 | 丁松筠著／李俊明採訪整理       | 天下文化   | ISBN 978-9864792641 |
| 2022年 | 《孤獨的喜樂：丁松筠神父的靈修筆記》                 | 丁松筠著／丁松青整理，陳衍志譯 | 星火文化   | ISBN 978-9869871594 |

## 得獎紀錄

### 金鐘獎
| 年份   | 獲提名 | 獎項                   | 結果       |
| ------ | ------ | ---------------------- | ---------- |
| 2017年 |        | 第52屆金鐘獎特殊貢獻獎 | 獲獎(追頒) |

### 金馬獎
| 年份   | 獲提名             | 獎項                   | 結果 |
| ------ | ------------------ | ---------------------- | ---- |
| 1986年 | 《殺戮戰場的邊緣》 | 第23屆金馬獎最佳紀錄片 | 獲獎 |

### 亞太影展
| 年份   | 獲提名             | 獎項                     | 結果 |
| ------ | ------------------ | ------------------------ | ---- |
| 1986年 | 《殺戮戰場的邊緣》 | 第32屆亞太影展最佳短片獎 | 獲獎 |